# Gnathia trimaculata
Gnathia trimaculata is een pissebed uit de familie Gnathiidae. De wetenschappelijke naam van de soort is voor het eerst geldig gepubliceerd in 2009 door Coetzee, Smit,  Grutter,  &  Davies.